# ベアトリス (イギリス王女)
ベアトリス・オブ・ザ・ユナイテッド・キングダム王女（Princess Beatrice of the United Kingdom、のちにヘンリー・オブ・バッテンバーグ公子妃（Princess Henry of Battenberg）、1857年4月14日 - 1944年10月26日）は、イギリス女王ヴィクトリアとアルバート公の五女。ニックネームはベービィ。全名はベアトリス・メアリー・ヴィクトリア・フィオドア（Beatrice Mary Victoria Feodore）。

## 生涯
幼少の時、ナポレオン3世の皇太子ナポレオン・ウジェーヌ・ルイ（ナポレオン4世）と結婚話もあがっていたが、ルイは戦死し、実現しなかった。その後、姪ヴィクトリア・アルベルタ（ヘッセン大公ルートヴィヒ4世と姉アリスの娘）とバッテンベルク公子ルートヴィヒ・アレクサンダーの結婚式で、新郎の弟であるバッテンベルク公子ハインリヒ・モーリッツを見初め、結婚した。夫との間にスペイン王アルフォンソ13世の妃となるヴィクトリア・ユージェニー（家族間では“エナ”と呼ばれた）など、3男1女をもうける。血友病保因者であり、彼女を通じてスペイン王室に血友病がもたらされた。
母ヴィクトリアの生前は秘書の役割をしており、後に母の日記を編纂した。秘書役に重宝がられたのが災いして、婚期が遅れた面もある（ハインリヒは三男で領地も肩書きもなく、末娘を秘書としてそばに置きたい女王には好都合の婿だった）。

## 子女
- アレグザンダー・アルバート（1886年 - 1960年） 1917年、家名を英語的な「マウントバッテン」（Mountbatten）に改称。同年11月に初代キャリスブルック侯爵となった。
- ヴィクトリア・ユージェニー・ジュリア・エナ（1887年 - 1969年） スペイン王アルフォンソ13世妃。フアン・カルロス1世の祖母。
- レオポルド・アーサー・ルイス（1889年 - 1922年） 母からの遺伝による血友病のため死去。
- モーリス・ヴィクター・ドナルド（1891年 - 1914年） 第一次世界大戦で戦死。

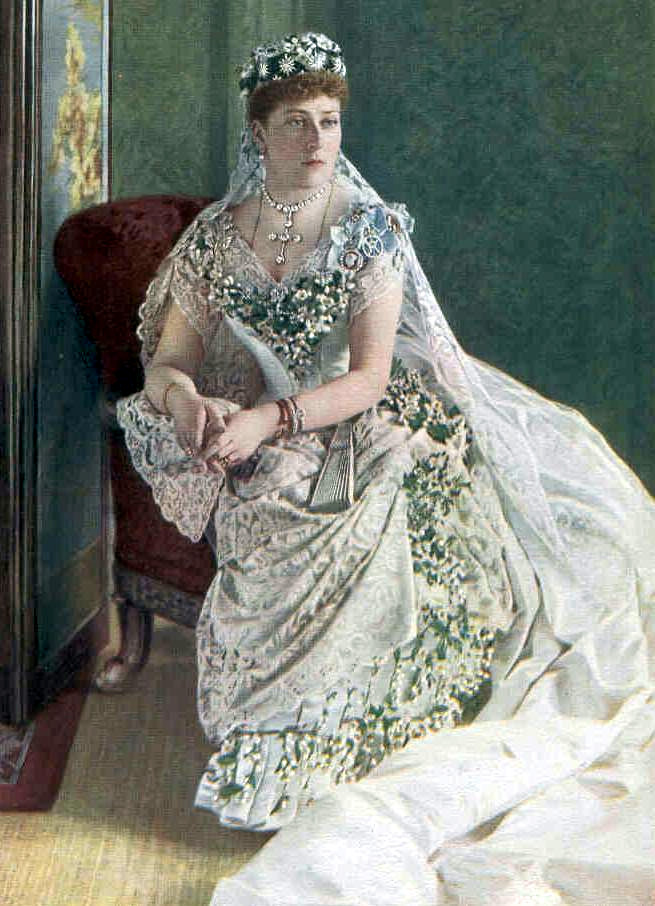
ベアトリス王女